# Fasil Ghebbi
Fasil Ghebbi je utvrda pored grada Gondara, na sjeveru Etiopije, koja je bila sjedištem etiopskih vladara tijekom 17. st. i 18. stoljeća. Utvrda je građena kao miješavina raznih arhitektonskih stilova i uticaja od nubijskog, arabijskog, do baroknog stila. 
Zbog izuzetnih kulturno povijesnih vrijednosti, UNESCO je 1979. uvrstio utvrdu Fasil Ghebbi na popis mjesta svjetske baštine u Africi.
Unutar utvrde nalazi se Dvorac Fasilides, Dvorac Jasu, Dvorana Davit, Zamak Mentevab, Dvorska kancelarija, Knjižnica i tri crkve.

## Povijest
Podrijetlo utvrde Fasil Ghebbi treba tražiti u tradiciji etiopskih vladara da putuju po svojoj državi boraveći u šatorima i uživajući proizvode lokalnog stanovništva. Prema tomu, Fasil Ghebbi je do 17. stoljeća bio katama ("kamp" ili "utvrđeno naselje") ili makkababaya ("citadela") kako se spominje u Kraljevskim kronikama kralja Baede Maryama
Car Fasilides je prekinuo tu tradiciju osvajajući ovo područje i osnovavši svoju prijestolnicu, grad Gondar, izgradnjom utvrde Fasil Ghemb (amharski za "Fasilijeva utvrda"). Tlo oko utvrde je poravnano i okruženo zidinama s mnogim portalima. Sljedeći vladari su unutar zidina dodavali svoje građevine koje su uglavnom sačuvane do danas. Posjetivši Fasil Ghebbi 1950-ih, povjesničar Thomas Pakenham je kako su između ostataka palača načičkani mnogi carski paviljoni i kiosci

## Odlike
Fasil Ghebbi pokriva oko 70 km² sjeverno od Gondarske tržnice Adababay gdje su održavane kraljevske objave i smaknuća kažnjenika, a koja je danas gradski trg. Zidine su otvorene s 12 portala od kojih je svaki vodio u točno određen dio carskog kompleksa. Unutra dominira utvrda sa svojim ogromnim tornjevima i pojačanim zidovima koja sliči srednjovjekovnoj europskoj utvrdi. Pored njega, Fasiladas je izgradio i brojne druge građevine, od kojih je možda najstariji dvorac Enqulal Gemb ("dvorac jaje"), tako nazvan zbog svoje jajolike kupole. Kupatilo je dvokatna utvrđena građevina oko velikog bazena koji se punio vodom iz obližnje rijeke. U donjem dijelu je trijemovima i mostovima spojen s drugim građevinama.
Iyasuov dvorac je bogato ukrašen slonovačom, ogledalima i slikama na drvu palmi, dok je svod prekriven dragim kamenjem. Ipak njegova najznačajnija građevina je Crkva svjetla Svetog trojstva (Debra Berhan Selassie) koja se nalazi na uzvišenju uz sjeverni zid i još uvijek je u uporabi. Iznutra je oslikana vjerskim povijesnim prizorima.
- Dvorac Yohannisa I. početkom 20. st.
- Dvorište
- Fasilijeva utvrda
- Utvrda s juga
- Pogled na Gondar

## Vanjske poveznice
- Gondar -Fasil Ghebbi UNESCO (engl.)
- Ethiopia Travel Webpage  Arhivirana inačica izvorne stranice od 25. lipnja 2012. (Wayback Machine) (engl.)